# Еме Сезер (станція метро)
48°54′30″ пн. ш. 2°22′41″ сх. д. / 48.90831679° пн. ш. 2.37801969° сх. д.
Еме Сезер (фр. Aimé Césaire) — проміжна станція 12 лінії Паризького метро. 
Станція розташована під площею Анрі-Роль-Тангі в Обервільє. Її найменували на честь французького мартинікського поета Еме Сезера.
Очікується станція обслуговуватиме 15 000 пасажирів на день. Це одна з двох нових станцій, відкритих 31 травня 2022 році, інша — Мері д'Обервільє.

Конструкція — однопрогінна станція, з двома береговими платформами.

## Операції
| Попередня станція           | Лінія | Лінія                           | Лінія | Наступна станція         |
| --------------------------- | ----- | ------------------------------- | ----- | ------------------------ |
| Фрон Популер до Мері-д’Іссі |       | Паризький метрополітен Лінія 12 |       | Мері д'Обервільє кінцева |